# Apostolepis goiasensis
Apostolepis goiasensis é uma espécie de serpente pertencente ao gênero Apostolepis. É endêmica ao Brasil, sendo encontrada nos estados de Minas Gerais, Goiás, Mato Grosso e Mato Grosso do Sul.